# イッツ・ア・ファイン・デイ
「イッツ・ア・ファイン・デイ」（英語: It's a fine day）は1983年にイギリスで発表された楽曲である。作詞および作曲はエドワード・バートン。「平和な日々に」との邦題も付けられている。
1983年にジェーン&バートンがCherry Red Recordsレーベルからリリースした、ジェーンの独唱によるアカペラ・ソングであり、日本では1985年にティッシュペーパー「クリネックス」のCMで使用され、注目された（後述）。
1990年代に入りテクノグループのOpus IIIにカヴァーされ、更にそれをオービタルがサンプリングした「Halcyon」がヒットし、ダンス・ミュージックとしても人気が出た。

## 日本での都市伝説
上述のCMは、長らく同商品のCM出演をつとめていた松坂慶子と、赤鬼を演じる子役が、この楽曲をBGMに戯れるという奇異かつインパクトのあるもので、放映当時、楽曲やシーンの効果のためか、全国の小学生を中心に「見るとたたりがある」などと噂された。現代日本の都市伝説や怪談の収集をライフワークとしていた松谷みよ子は、著書において、岡山市在住の、小学生の娘を持つ女性（初刊の1987年当時）の噂を報告を紹介している。それは以下のようなものであったという。
- CMの赤鬼役の出演者が深夜3時頃、金縛りにあって死んでしまった。
- 赤鬼役の出演者の家族が、何故か近い時期に骨折をした｡
- CMのカメラマンや監督などの関係者がサウナで事故死したり、道路で急に気絶したりと、悪い出来事が多発した｡
- 松坂慶子はCM出演後、難病にかかり入院し、その上家が火事で焼けてしまった。
- BGMは「悪魔の唄」であり、聴いたり歌ったりすると、必ず不幸な事がある。

上記のことは事実としては確認されておらず、他の事件や都市伝説の要素が歪曲した形で加味され、ただの噂や嘘が広がったものと思われる。

## カヴァーしたアーティスト
- Opus III(1992)
  - オービタル「Halcyon」(1992) - メロディラインがOpus IIIからのサンプリングで、作曲者としてバートンの名も入っている。
  - The Unknown Project「Beats Like These」(1996) - メロディの一部をサンプリング。
  - スクリレックス&ボーイズ・ノイズ「Fine Day Anthem」(2023)
- Nachtklang(1998)
- Miss Jane(1998) - 原曲からのリミックス。
- Kirsty Hawkshaw 「Fine day」(2002) - Opus IIIのボーカルによるカバー。